# Isolde Schmid-Reiter
Isolde Schmid-Reiter ist eine österreichische Theaterwissenschaftlerin, die an der Universität Wien wirkt und sich auf das Musiktheater spezialisiert hat.

## Werdegang
Isolde Schmid-Reiter absolvierte ein Studium der Theaterwissenschaft, Publizistik und Musikwissenschaft (Promotion 1990). Darüber hinaus studierte sie Gesang am Konservatorium der Stadt Wien. Sie ist Ass.-Prof. am Institut für Theater-, Film- und Medienwissenschaft der Universität Wien sowie Generalsekretärin und Vorstandsmitglied der Europäischen Musiktheater-Akademie.

## Buchherausgaben
- mit Aviel Cahn: Belcanto. Tradition and Fascination Today (= Schriften der Europäischen Musiktheater-Akademie. 15). ConBrrio, Regensburg 2024, ISBN 978-3-949425-05-9.
- mit Aviel Cahn: Music Theatre in Motion. Reflections on Dance in Opera (= Schriften der Europäischen Musiktheater-Akademie. 14). ConBrio, Regensburg 2021, ISBN 978-3-940768-96-4.
- Worttonmelodie. Die Herausforderung, Wagner zu singen (= Schriften der Europäischen Musiktheater-Akademie. 13). ConBrio, Regensburg 2020, ISBN 978-3-940768-86-5.
- Zwischen Revolution und Bürgerlichkeit. Beaumarchais’ Figaro-Trilogie als Opernstoff (= Schriften der Europäischen Musiktheater-Akademie. 12). ConBrio, Regensburg 2019, ISBN 978-3-940768-79-7.
- mit Aviel Cahn: Judaism in Opera. = Judentum in der Oper (= Schriften der Europäischen Musiktheater-Akademie. 9). ConBrio, Regensburg 2017, ISBN 978-3-940768-68-1.
- „Poetischer Ausdruck der Seele“. Die Kunst, Verdi zu singen. ConBrio, Regensburg 2016, ISBN 978-3-940768-60-5.
- Opera Staging. Erzählweisen (= Schriften der Europäischen Musiktheater-Akademie. 9). ConBrio, Regensburg 2014, ISBN 978-3-940768-47-6.
- Richard Wagners Der Ring des Nibelungen. Europäische Traditionen und Paradigmen (= Schriften der Europäischen Musiktheater-Akademie. 8). ConBrio, Regensburg 2010, ISBN 978-3-940768-16-2.
- mit Dominique Meyer: L’Europe Baroque. Oper im 17. und 18. Jahrhundert. = L’opéra aux XVIIe et XVIIIe siècles (= Schriften der Europäischen Musiktheater-Akademie. 7). ConBrio, Regensburg 2010, ISBN 978-3-940768-17-9.
- mit Manfred Jochum: Teure Kunstform Oper? Musiktheater im neuen Jahrtausend. Strategien und Konzepte (= Reihe Kultur und Wirtschaft. 4). StudienVerlag, Innsbruck-Wien-Bozen 2006, ISBN 3-7065-4299-4.
- Kinderoper. Ästhetische Herausforderung und pädagogische Verpflichtung (= Schriften der Europäischen Musiktheater-Akademie. 6). ConBrio, Regensburg 2004, ISBN 3-932581-64-4.
- Stichwort: Verismo (= Maske und Kothurn. Jahrgang 49, Heft 1/2). Böhlau, Wien u. a. 2003, ISBN 3-205-77106-0.
- Repertoire und Spielplangestaltung (= Schriften der Europäischen Musiktheater-Akademie. 5). Müller-Speiser, Anif 1998, ISBN 3-85145-060-4.
- mit Christiane Zentgraf: Musiktheater-Marketing (= Musiktheater-Management. 2 = Schriften der Europäischen Musiktheater-Akademie. (3)). Europäische Musiktheater-Akademie, Thurnau 1994, ISBN 3-9803671-1-8.

Darüber hinaus zahlreiche Publikationen zum Musiktheater des 19.–21. Jahrhunderts.